# Script kiddie
Script kiddie, kiddie o skid és una persona relativament poc qualificada que utilitza scripts o programes, com ara un intèrpret d'ordres web, desenvolupats per altres, principalment amb finalitats malicioses.

## Etimologia
Script Kiddie, en català, literalment, nen de guió, és un anglicisme propi de l'argot d'Internet que fa al·lusió a una persona mancada d'habilitats tècniques, sociabilitat o maduresa. El terme es va fer popular en els inicis del segle XXI. La imatge simbòlica que representa a aquest col·lectiu és el d'un pingüí davant d'un ordinador.

A principis d'aquest segle, sorgeixen nous personatges anònims anomenats Script Kiddies (coneguts també per les seves inicials SK), els quals pretenen fer danys i fer-se famosos sense tenir una visió concreta dels seus objectius mentre fan les seves actuacions. Prèviament, durant els anys vuitanta, va proliferar el terme hacker, el qual s'entenia com l'individu que motivat per la curiositat, vulnera la seguretat d'una infraestructura tecnològica, situa les seves actuacions com a repte personal i la seva conducta es qualifica d'una "intrusió benigna". No obstant això, es diferenciava de l'actitud de part dels principiants, la qual cal dir que també es veuria transformada, i a partir de l'any 2005, un sector dels SK es converteix en experts perpetradors de ciberatacs amb finalitats més específiques. Tanmateix, molts d'ells, es van conformar en portar a terme perjudicis, amb els seus coneixements poc avançats en informàtica.
Considerat un incompetent en una matèria-activitat específica o dins d'una comunitat, és una persona que presumeix de tenir uns coneixements o habilitats que realment no posseeix i que no té intenció d'aprendre.
Una definició més acadèmica és la que realitza en un informe la Universitat Carnegie Mellon el 2005, la qual definí que un scipt kiddie és el més immadur però alhora per desgràcia, el més perillós explotador i provocador d'errades de seguretat a Internet. L'script kiddie més típic usa tècniques, programes, i scripts existents, normalment ja coneguts i fàcils de trobar, i els utilitza per a poder trobar i aprofundir en les febleses que es poden trobar en altres ordinadors en Internet, sent molts dels seus objectius triats a l'atzar i amb poca consideració i comprensió de les conseqüències nefastes que poden ocasionar. Cal tenir en compte que aquest informe, va ser elaborat per al Departament de Defensa dels Estats Units.
És un terme què s'utilitza de manera força despectiva per a descriure a aquells que utilitzen programes i scripts desenvolupats per altres experts per a atacar sistemes d'ordinadors i xarxes. És habitual assumir que els script kiddies són persones sense habilitat per a programar els seus propis exploits, i que el seu objectiu és intentar impressionar als seus amics o guanyar reputació en comunitats d'entusiastes de la informàtica sense tenir alguna base ferma de coneixement informàtic. Solen tenir intencions prou roïnes igual que els lamers, però alhora compten amb escàs coneixement informàtic.
Els Script Kiddies manquen de (o estan desenvolupant-hi) habilitats de programació suficients per comprendre els efectes directes i efectes secundaris de les seves accions. Com a conseqüència, deixen rastres significatius que condueixen a la seva detecció, o ataquen directament a les empreses que ja compten amb detecció i contramesures de seguretat, deixant activat l'informe automàtic d'errades molt sovint.
Un dels tipus d'atac més utilitzats per script kiddies implica fer enginyeria social, en la qual l'atacant manipula o enganya a un usuari perquè comparteixi la seva informació personal. Aquesta acció, sovint es duu a terme mitjançant la creació de llocs web falsos on els usuaris ingressen el seu inici de sessió (una forma de phishing), la qual cosa permet que el script kiddie accedeixi al compte i fer una mala passada a la víctima

## Casos de major notorietat
Casos de notòria repercussió realitzats per un script kiddie:
- Virus Anna Kournikova. També conegut com VBS/SST i VBS_Kalamar, va ser un virus informàtic que es va estendre per Internet al febrer de 2001. Consistia a adjuntar un arxiu al costat d'una suposada imatge de la tennista professional del moment, Anna Kournikova. Va ser realitzat per l'estudiant holandès de 20 anys, Jan de Wit, sota el pseudònim "OnTheFly". Consistia a enganyar als usuaris que els arribava el correu electrònica perquè fessin clic i així obrir un arxiu adjunt que aparentment semblava ser la imatge de la tennista Kournikova, però realment era un programa maliciós. En caure el lector del correu en el parany, s'iniciava un programa viral de VBScrip que es tornava a enviar alhora a tots les adreces de correu. La imatge de la tennista va ser realitzada per un senzill programa en línia disponible a qualsevol que tingués internet en aquest moment anomenat Visual Basic Worm Generatr, el qual va ser dissenyat per un programador argentí anomenada Kalamar. La nota positiva del cas és que malgrat que va arribar a infectar els ordinadors de milions de persones i va causar problemes en els servidors de correus electrònics, no es van corrompre les dades dels sistemes informàtics atacats. L'FBI va presentar proves als tribunals holandesos, no obstant això, de Wit va ser sentenciat a 150 hores de servei comunitari, al·legant l'acusat que mai va pretendre causar danys de cap mena.[4] Cal dir que el creador del programa i de les eines Worm Generator, tenia coneixements informàtics avançats i es tractava d'un noi de Buenos Aires de 18 anys, que després d'assabentar-se de la notícia relativa a de Wit, va decidir eliminar els arxius de l'aplicació que estaven disponibles per a tothom. Amb aquest fet, es va comprovar que aquest últim subjecte no era un script kiddie.[5]
- Cuc Love Bug. També va ser denominat ILOVEYOU o Love Letter for you. Es tracta d'un cuc informàtic que va afectar més de deu milions d'ordinadors personals amb sistema Windows, al maig del 2000. Igual que en el cas anterior, es tractava d'un atac a través de correu electrònic, amb la diferència que en aquesta ocasió, sí es infligieron danys en l'equip local i es va sobreescriure arxius aleatoris com a arxius d'imatges o d'MP3. Després, el cuc també va proliferar ràpidament a la llista de direccions de Windows que tenia dins l'equip informàtic infectat. Qui va crear aquest tipus de malware va ser el filipí Onel de Guzmán, que llavors tenia 24 anys. Es va justificar en les dificultats econòmiques i en el fet de considerar que l'accés a Internet és un dret humà. Per això, es dedicava a furtar les contrasenyes d'altres usuaris per a poder connectar-se a internet. Finalment va acabar afectant uns 50 milions d'ordinadors.[6]

## Actualitat
En les primeres trepitjades d'Internet, el terme «Script Kiddie» era un insult que feia referència a un inexpert que interrompia en els sistemes informàtics mitjançant l'ús d'eines automatitzades pre-empaquetades i escrites per uns altres usuaris de l'àmplia núvol. Els Script Kiddies de la primerenca web es van fer famosos en desfasar pàgines web i interrompre el seu protocol de comunicació en temps real (Internet Relay Xat). Avui Internet és encara més valuós i no obstant això és més fàcil que mai el perpetrar atacs d'alt perfil. Tot el que un Script Kiddie motivat necessita són alguns Bitcoins per a aconseguir el que una vegada va requerir una habilitat increïble. La tecnologia de xarxes anònima, com la proporcionada pel paquet del navegador TOR, dona als Script Kiddies una base poderosa. TOR, i xarxes P2P similars, promocionen els serveis gratuïts que ajuden els usuaris a defensar-se contra l'anàlisi de trànsit utilitzat generalment pels proveïdors de serveis d'internet o pel govern. Aquests serveis no sols fan que la navegació per internet sigui anònima, sinó que també ofereixen un portal als serveis ocults, com ara els mercats més recòndits de la xarxa. En aquests mercats ocults, un aspirant a Script Kiddie simplement pot carregar un carro de compres digital amb tota classe d'eines nefastes, donar clic en el botó de compra i hackejar tot. La contínua operació d'aquests mercats ocults depèn d'una altra tecnologia àmpliament disponible, la criptomoneda. La moneda digital com el Bitcoin és virtualment impossible de rastrejar i esdevé molt atractiva. Si no es vol que ningú sàpiga el que s'està comprant, es recomana comprar-ho en Bitcoins. Com una bona mesura, molts mercats foscos requereixen d'invitació perquè els usuaris puguin començar a comprar el badware o aplicacions malicioses. Alguns mercats oberts fins i tot venen aquestes invitacions. Sembla que tot el que es necessita en la internet moderna és la intenció de hackejar quelcom. Les eines bàsiques estan àmpliament disponibles i els hackers que venen aquest crimeware estan sempre millorant i actualitzant-se. Els Script Kiddies d'avui podrien robar milers de targetes de crèdit, acabar amb els llocs web de les grans companyies del Fortune 100 i fins i tot fer malbé infraestructures amb no més d'una butxaca plena de Bitcoins.
Per una altra, part, i no només fixant-nos en el món de les criptomonedes, actualment es considera que qualsevol usuari d'internet nivell Script Kiddie pot realitzar atacs sobre les xarxes GSM, les quals s'utilitzen per a la transmissió de veu i de dades. Per a això, només cal algunes eines de maquinari i programari de productes bàsics, en els quals una persona pot pagar 100 € o fins i tot una quantitat menor, i poder dur a terme amb èxit un atac a les xarxes GSM. Principalment, es tracta de la utilització d'escàners SDR de banda ampla, plataformes de creació de prototips electrònics de codi obert, com Arduino o GSM Shield 6, i també altres eines de programari de codi obert, com poden ser Airprobe, Wireshark i Kalibrate. Aquestes eines poden arribar a assolir les següents finalitats: recuperar dades confidencials de targetes SIM; detectar, capturar i analitzar les sol·licituds de paginació i obtenir observacions útils sobre el trànsit entre xarxes, polítiques de seguretat; a més, cap la possibilitat de realitzar atacs sigil·losos de denegació de serveis (Dos) a un determinat terminal mòbil que es té com a blanc principal.